# Iara Rennó
Iara Rennó (São Paulo, 1977) é uma cantora, produtora e compositora brasileira. 

## Início de vida
Nascida em São Paulo, filha dos compositores Carlos Rennó e Alzira Espíndola, iniciou a carreira apresentando-se ao lado da mãe, em 1994. Mais tarde, entre 1998 e 2001, integrou a banda de Itamar Assumpção.  De 1998 a 2002 cursou a Faculdade de Letras da FFLCH, USP.

## Carreira
Em 2000, recebeu o prêmio de melhor compositora do Projeto Nascente USP/Editora Abril, pelas músicas Som não cabe em nenhum nome, Leve (parceria com Alice Ruiz) e Pimenta no seu reino (com Anelis Assumpção). Uniu-se então à cantora Andreia Dias para formar a banda DonaZica.
Em 2003, ainda no DonaZica, compôs Macunaíma, inspirada no primeiro capítulo do romance homônimo. Era o embrião de um projeto que levou cinco anos para ser concluído: o CD Macunaó.peraí.matupi ou Macunaíma Ópera Tupi. O álbum, baseado na obra de Mário de Andrade, contou com participações de artistas como Tom Zé, Siba, Barbatuques e Arrigo Barnabé.Ela também participou do álbum de estreia da cantora Tulipa Ruiz (Efêmera, de 2010) e do CD Treme (2012) de Gaby Amarantos.
Em 2013 lançou o álbum I A R A e em 2016 os álbuns gêmeos Arco e Flecha.
Em junho de 2016 lançou os álbuns gêmeos ARCO e FLECHA (ybmusic/ Selo Circus), com excelente repercussão na mídia e público, sendo o FLECHA produzido em parceria com Curumin. No final de 2013 lançou IARA (Jóia Moderna) com produção de Moreno Veloso e banda formada Ricardo Dias Gomes (banda Cê, de Caetano Veloso, e Do Amor) e Leo Monteiro (Orquestra Imperial e Duplexx). Com Cibelle, Ruben Jacobina e o Do Amor, apresenta o disco de marchinhas autorais A.B.R.A. Pré-Cá (ST2, 2012). Em 2008 foi a vez do grande  Macunaíma Ópera Tupi (selo SESC, 2008), disco temático feito a partir de fragmentos de Macunaíma - o Herói Sem Nenhum Caráter, de Mario de Andrade, que conta com a participação de artistas como Tom Zé, Siba e Barbatuques, entre muitos outros. A produção se transformou no musical Macunaíma no Oficina – Ópera Baile, montada em 2010 no antológico teatro de Zé Celso. Iara Idealizou e realizou o projeto multimídia ORIKI IN CORPORE – Instalação Sonora, exposição de 12 partes somando 400 metros quadrados no Museu Afro Brasil em 2009. Com DonaZica – banda encabeçada por Iara, Andreia Dias e Anelis Assumpção - lançaram os álbuns Composição e Filme Brasileiro, de 2003 e 2005, respectivamente. Em Junho de 2015 Iara Rennó lançou sua primeira aventura literária, o livro de poemas eróti-cômicos Lingua Brasa Carne Flor (Editora Patuá). Ainda em 2015 circulou com o espetáculo DRAMA – interpretando álbum original de Maria Bethânia. Iara iniciou sua carreira cantando com a mãe, Alzira E, além de ter integrado a banda de Itamar Assumpção por três anos como vocalista.
Compositora, cantora, instrumentista, produtora musical, performer, atriz e poeta, Iara Rennó completou em 2018 a marca de 101 músicas gravadas e lançadas em álbuns físicos, seus e de terceiros, tendo entre seus intérpretes Elza Soares, Ney Matogrosso, Gaby Amarantos, Jaloo, Ava Rocha, entre outros. Paralelamente, Iara lançou seu quinto disco de carreira solo e primeiro projeto infantil, o álbum Iaiá e os Erês, que está ligado também a um programa de tv (Pratinho da Iaiá, Tv Rá Tim Bum). O disco traz músicas inéditas com parceiros variados, incluindo crianças, filhos de artistas como Ava Rocha, Anelis Assumpção, Curumin, Moreno Veloso e Nina Becker. O álbum tem a produção de Iara Rennó e Lucas Martins, arte gráfica de MZK e sai numa parceria ybmusic/ Tratore. O programa na TV Rá Tim Bum está na grade de programação desde abril.
Durante o ano de 2017 Iara fez o lançamento do primeiro documentário sobre seu trabalho, Afiando a Flecha, circulou com diferentes formatos de shows pelo Brasil, iniciou o projeto #feminística, estreou no cinema com uma participação no filme A Moça do Calendário (de Helena Ignez), gravou pela TV Rá Tim Bum o programa Pratinho da Iaiá (estréia prevista para março de 2018 – seu primeiro trabalho na tv direcionado ao público infantil), e encerrou o ano cantando com Elza Soares – a cantora do milênio e musa de ARCO e FLECHA. 

## Discografia

### Com a banda DonaZica
- 2003 - Composição
- 2005 - Filme brasileiro

### Solo
- 2008 - Macunaíma Ópera Tupi
- 2013 - I A R A
- 2016 - Arco
- 2016 - Flecha
- 2020 - AfrodisíacA
- 2021 - Pra Te Abraçar
- 2022 - Oríkì
- 2023 - Orí Okàn